# Svetozar Marković (fotbalista)
Svetozar Marković (* 23. března 2000 Bijeljina) je srbský profesionální fotbalista, který hraje na pozici středního obránce za český klub FC Viktoria Plzeň. Je také bývalým srbským mládežnickým reprezentantem.

## Klubová kariéra
Marković se narodil v Bosně a Hercegovině, ve věku 11 let se přestěhoval s rodiči do srbského Bělehradu a začal hrát v akademii Partizanu.

### Partizan
V roce 2017 se srbský mládežnický reprezentant stal součástí A-týmu. Marković debutoval za Partizan 11. října 2017 v utkání srbského poháru. Dne 15. února 2018 si odbyl také svůj debut v pohárové Evropě, když nastoupil do závěru utkání šestnáctifinále Evropské ligy proti Viktorii Plzeň. V jarní části sezóny 2017/18 se stal Marković stabilním členem základní sestavy Partizanu ve věku 18 let. Dne 5. dubna vstřelil svou první branku v seniorské kariéře, a to při výhře 5:0 nad FK Borac Čačak. 23. května odehrál celé finálové utkání srbského poháru proti Mladost Lučani a pomohl k výhře 2:1. V květnu 2018 získal Marković ocenění pro nejlepšího debutanta sezóny v srbské Superlize.
Sezónu 2018/19 začal jako klíčový člen obranné řady Partizanu, pravidelně nastupoval v předkolech Evropské ligy i v domácí ligové soutěži. 16. srpna 2018 gólem přispěl k výhře 3:2 a k postupu přes dánský Nordsjælland ve třetím předkole Evropské ligy. V únoru 2018 si Marković poranil meniskus a ve zbytku sezóny nastoupil jen do čtyř utkání. 23. května z lavičky sledoval vítězství Partizanu ve finále srbského poháru nad Crvenou Zvezdou.

### Olympiakos
V létě 2019 přestoupil Marković do řeckého Olympiakosu za částku okolo 1,5 milionu euro. V podzimní části sezóny 2019/20 se nedostal ani jednou na lavičku náhradníků, svůj debut si odbyl až 8. ledna 2020, kdy nastoupil do utkání řeckého poháru proti PS Kalamata.
V únoru 2020 odešel na půlroční hostování do řeckého klubu AE Larisa. V řecké nejvyšší soutěži si odbyl svůj debut 15. února, kdy odehrál celé utkání proti PAOKu Soluň. V jarní části sezóny nastoupil do osmi soutěžních utkání a pomohl Larise k udržení se v nejvyšší soutěži. V roce 2020 byl italským deníkem Tuttosport nominován na prestižní cenu Golden Boy pro nejnadějnější mladé talenty.
V září 2020 se Marković vrátil do Partizanu na roční hostování bez opce. Krátce po svém návratu se stal stabilním členem základní sestavy bělehradského klubu, v sezóně nastoupil do 29 soutěžních utkání a pomohl Partizanu k druhé příčce v lize a k postupu do finále srbského poháru. V něm však nestačili na Crvenou Zvezdu, se kterou Grobari prohráli po penaltovém rozstřelu.
Po návratu do Olympiakosu v červnu 2021 si Marković zahrál ve třech předkolech evropských pohárů (proti Neftçi Bakı a Slovanu Bratislava), svého ligového debutu v dresu Olympiakosu se ale nedočkal. Dohromady v sezóně 2021/22 nastoupil do čtyř soutěžních utkání.

### Návrat do Partizanu
V létě 2022 přestoupil Marković z Olympiakosu zpátky do Partizanu. Se srbským celkem postoupil do základní skupiny Konferenční ligy, v níž se střetl s německým Kolínem, francouzským Nice a Slováckem. 6. října vstřelil jedinou branku utkání proti Kolínu a výrazně se podílel na postupu do jarní vyřazovací fáze soutěže. Marković odehrál oba dva zápasy šestnáctifinále proti Šeriffu Tiraspol (nepostup po výsledcích 1:0 a 1:3). Ve své první sezóně po návratu odehrál 34 zápasů a vstřelil 3 branky.
Před sezónou 2023/24 se Marković stal ve věku 23 let novým kapitánem bělehradského klubu. Partizan dovedl do čtvrtého předkola Konferenční ligy, k druhému místu v lize a do semifinále srbského poháru.

### Viktoria Plzeň
Dne 30. srpna 2024 přestoupil Marković do českého klubu FC Viktoria Plzeň, se kterým podepsal tříletou smlouvu.

## Reprezentační kariéra
Marković odehrál mezi lety 2015 a 2021 také 30 utkání v srbských mládežnických reprezentacích. Často plnil funkci kapitána reprezentačních družstev.